# Bentheledone
Bentheledone — род головоногих из семейства Megaleledonidae отряда осьминогов. Встречаются в Южном океане. Глубоководные донные осьминоги. Максимальная глубина обитания до 3566 м (Bentheledone rotunda) и до 3100 м (Bentheledone albida). Изучены очень плохо. Хозяйственного значения не имеют.

## Виды
Известно два признанных вида:
- Bentheledone albida (Berry, 1917)
- Bentheledone rotunda (Hoyle, 1885)